# 1977 (GRAPEVINEの曲)
「1977」（いちきゅうなななな）は、GRAPEVINEのシングルである。2013年4月10日にタワーレコード限定で発売された（発売元はポニーキャニオン）。

## 解説
- シングルとしては前作「風の歌」から約2年5ヶ月ぶりと、前作で記録していたシングル間のインターバル（約1年半）を大きく更新した。アルバムのリリースが発表された後に、先行シングルとして今作のリリースがアナウンスされた[2]。
- 今作は「君を待つ間」以来15年ぶりとなる、8cmシングルでの発売となっている[2]。発売元はポニーキャニオンであるが、タワーレコード限定シングルとしてリリースされたため、商品番号の方が「BRDA-00001」となっており、「タワーレコード限定8cmシングルCD」として最初の作品となった[2]。
- ジャケットはメンバー3人に加え、サポートメンバーである金戸覚と高野勲を含めた5人での写真が使われている。
- カップリングには、2012年9月26日にNHKホールで行われた15周年記念ライブより、「CORE」と「エレウテリア」のライブ音源が収録されている。
- タワーレコード限定での発売であったが、オリコンの週間シングルランキングで28位、タワーレコードの全店総合シングルチャート（2013/04/08 - 2013/04/14）[3]で5位にそれぞれランクインしている。

## 収録曲
1. 1977
作詞：田中和将、作曲：亀井亨、編曲：GRAPEVINE
アメリカのロックバンドであるNRBQの「Ridin’in my car」をフィーチャーした楽曲であり[1]、歌詞にも同曲のタイトルが登場する。楽曲のタイトルである「1977」も、「Ridin’in my car」の発表年が1977年だったことに由来する[1]。
タイトルの読みは「いちきゅうなななな」である[1]。
PVには、ボーカルの田中に加え、女性ダンサーとして、いづみれいな（flep funce!）、マノリツコ（flep funce!）、横山彰乃、東山佳永が出演している[4]。ダンサー陣は手のみの出演で、振り付けはflep funce!が担当している[4]。
PVは長回しで撮影されており、NGが出たら頭からやり直さなければならなかったという。田中曰く「20回はやり直しました」[1]。
2. SOUND BITE from NHK Hall (2012.09.26) [ CORE / エレウテリア ]
「CORE」と「エレウテリア」は1トラックに収録されており、開始時～7分16秒頃までが「CORE」、7分17秒以降から「エレウテリア」となっている。

## 補足
1. 1 2 3 4 5  「Guest Room」 2013年4月14日付
2. 1 2 3  GRAPEVINE、新アルバム先行の8cmシングル“1977”タワー限定発売 2013年3月15日付 TOWER RECORDS ONLINE
3. ↑  全店総合シングル 2013/04/08 - 2013/04/14
4. 1 2  GRAPEVINE -1977 （MV） 「概要」参照